# TTC Rot-Gold Tübingen
Der Tanz-Turnier-Club Rot-Gold Tübingen e. V. (kurz: TTC Tübingen oder TTC Rot-Gold Tübingen) ist ein Sportverein aus der Universitätsstadt Tübingen, der sowohl Turniertänzer in Standard- und Lateintanz unterrichtet, als auch Tanzkurse in verschiedenen Breitensporttänzen. Der TTC Tübingen wurde im Jahr 1972 gegründet und in den Tanzsportverband Baden-Württemberg (TBW) aufgenommen.

## Geschichte
Die Gründungsmitglieder des TTC setzten sich aus ehemaligen Mitgliedern des Reutlinger Tanzvereins und Tübinger Tanzfreunden zusammen. Sie trainierten unter Harry Körner. Im Gründungsjahr wurden Willy Saupke zum ersten Vorsitzenden, Abbe Schmid zum zweiten Vorsitzenden, Gerd Mak zum Sportwart und Gerd Fath zum Jugendwart ernannt. Brigitte Roll tanzte damals mit ihrem Mann Gerd Fath selbst Turniere. Sie ist seit der Gründung im Verein aktiv und wurde im Jahr 2024 erneut als Präsidentin gewählt.
Zu Beginn hatte der Verein wechselnde Trainings- und Veranstaltungsorte. U. a. wurden Studentenverbindungshäuser und städtische Turnhallen genutzt. Als erstes Vereinsheim diente das Cheruskerhaus. Bereits in den ersten Jahren wurden jährlich Bälle veranstaltet und Turniere ausgerichtet. Zur Tradition gehören bis heute der Tanz in den Mai und der Herbstball als feste Termine im Vereinskalender. Ab 1975 zieht der Verein in die Tanzschule Priklopil. Frau Priklopil wird neue Trainerin des Vereins und unterrichtet in den darauffolgenden 20 Jahren Breitensport-, Kinder- und Turniergruppen. 1978 überschreitet die Mitgliederzahl von 100. Die Tübinger fahren nach Paris zum internationalen Teamwettkampf, im Folgejahr empfangen sie die Pariser in Mössingen zur Revanche. Auch mit Turin findet ein internationaler Austauschwettkampf statt.
Zur Feier des 10-Jährigen Jubiläums findet 1982 ein Jubiläumsball mit Live-Orchester in der Mensa Morgenstelle in Tübingen statt. Fast 1000 Gäste bewundern dabei den Gastauftritt der japanischen Meister Yoshitaka und Akemi Natsume. 1993 wird das ehemalige Exerziergebäude der französischen Kaserne in der Lilli-Zapf-Straße im Tübinger Lorettoareal erworben und in einer Partnerschaft mit dem Rock'n'Roll Sportclub und der Stadt Tübingen zum Tanz- und Rock'n'Roll-Zentrum (TRZ) umgebaut. Seit Ende der 1990er Jahre bis zu ihrer Einstellung im Jahr 2023 nimmt der TTC Tübingen fast jährlich an der fdf-Messe in Tübingen teil.

## Das TRZ
Das Tanz- und Rock'n'Roll-Zentrum ist durch eine Gemeinschaftsaktion des TTC Tübingen, des Rock'n'Roll Sportclubs Tübingen und der Stadt Tübingen ermöglicht worden. Es dient sowohl als Trainingsort mit drei Hallen, als auch als Veranstaltungsort für Turniere und Bälle. Vormittags wird es für Schulsport genutzt, am Nachmittag und Abend für den Tanzsport.

## Turniersport

### Das NATF (Neckar-Alb-Tanzfestival)
Der TTC Tübingen und der TC Schwarz-Weiß Reutlingen veranstalten seit 2012 gemeinsam sich ergänzende Turniere am selben Wochenende. Diese Veranstaltung wurde mit „Neckar-Alb-Tanzfestival“ betitelt. Ziel war, dass insgesamt eine höhere Teilnehmerzahl erreicht wird, indem auch auswärtige Paare angelockt werden, für die sich die Anreise für zwei Turniere am selben Wochenende eher lohnt.

### TübiTa (Tübingen Tanzt)
Seit 2021 lädt der TTC Tübingen zu seinem hauseigenen Turnier unter dem Titel „TübiTa“.

## Breitensport
Zu den Angeboten im Breitensport gehören (Stand 2024):
- Gesellschaftstanzkreise
- Studententanzkreise (semesterweise angeboten)
- Discofox
- Salsa
- Discofox-Hobbyformationen
- Kinder- und Jugendtanz: Kids-Dance-Gruppen, Standard- & Lateintanz sowie Jazz-Modern-Contemporary
- Jazz-Modern-Contemporary für Erwachsene
- Damen-Solo-Formation

## Trivia
- Der Vereinsname „Rot-Gold“ wurde aufgrund des rot-gelben Stadtwappens von Tübingen gewählt.
- Die Turmuhr auf dem Dach des TRZ wurde 1909 gebaut und 2001 erstmals nach dem Umbau durch die Tanzvereine wieder in Gang gesetzt[2]. Sie wurde zum Wahrzeichen des TRZ.